# Jour de l'Indépendance (Guinée)
Pour les articles homonymes, voir Independence Day.
Le Jour de l'Indépendance est la fête nationale de la Guinée commémorant la déclaration d'indépendance de la république de Guinée du 2 octobre 1958, vis-à-vis de la France.
Ce jour est l’occasion de fêtes et de cérémonies célébrant l'histoire du pays, son gouvernement et ses traditions. Se déroulent notamment des défilés (appelés « parades »), des carnavals, des pique-niques, des concerts musicaux, etc.

## Histoire

### L'indépendance

Le président Ahmed Sékou Touré de la république de Guinée en voyage officiel à Washington en 1982.

En mai 1958 le général de Gaulle au pouvoir en France entreprend une tournée africaine pour proposer aux colonies le statut de la Communauté dans la nouvelle constitution. Le 25 août 1958, Ahmed Sékou Touré et ses compagnons rejettent la proposition avec son discours historique :

« Il n'y a pas de dignité sans liberté, nous préférons la liberté dans la pauvreté à la richesse dans l'esclavage... »

Le général de Gaulle répond que la France ne s'opposerait pas à la décision et la Guinée doit tirer les conclusions de son choix lors du référendum du 28 septembre 1958. La Guinée est la seule à rejeter la constitution et notamment son titre consacré à la communauté, et proclame son indépendance dès le 2 octobre 1958. Sékou Touré devient chef du gouvernement et une constitution est adoptée le 10 novembre 1958. Un drapeau et un hymne national sont adoptés.

## Galeries

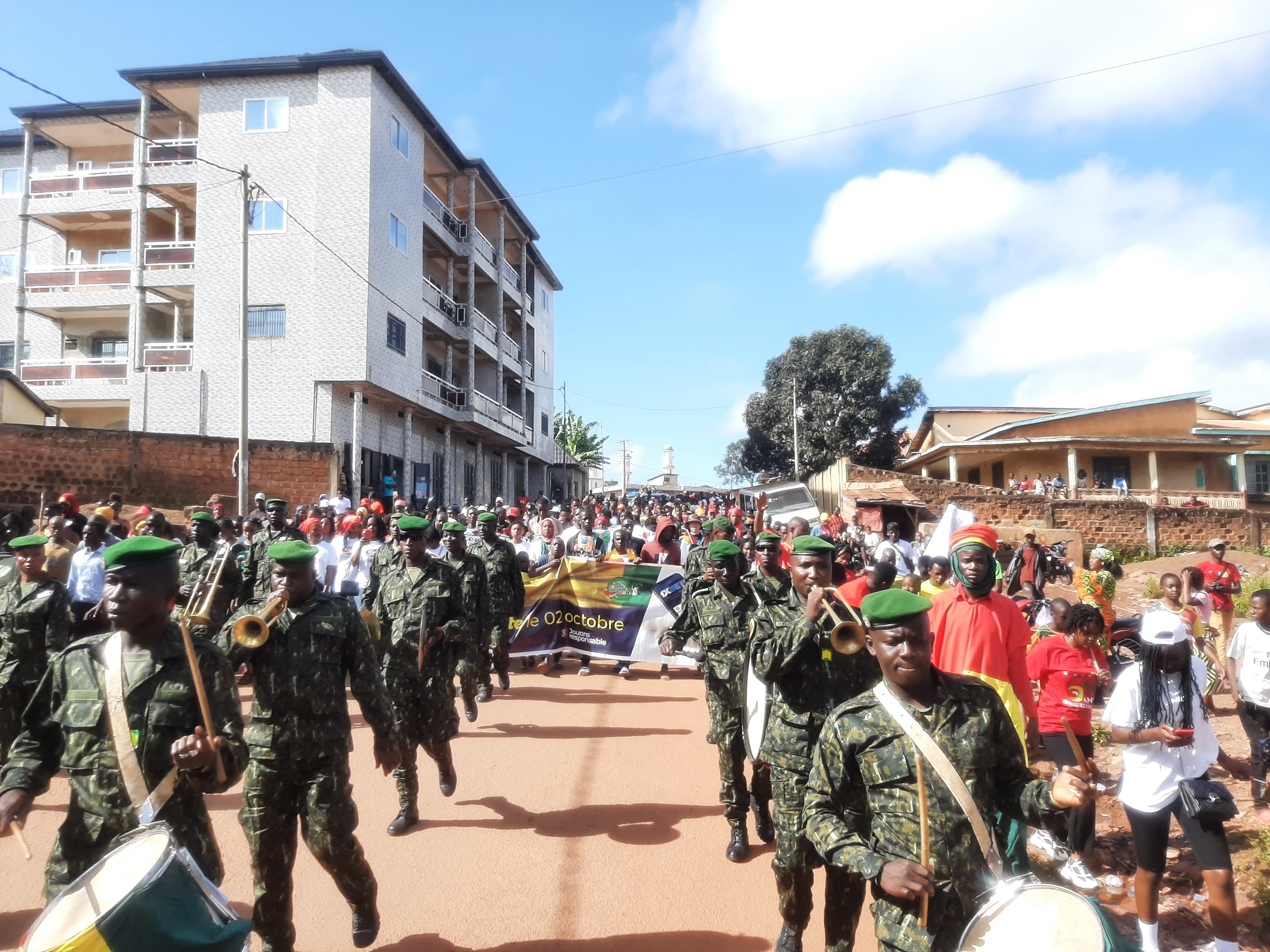
Labé
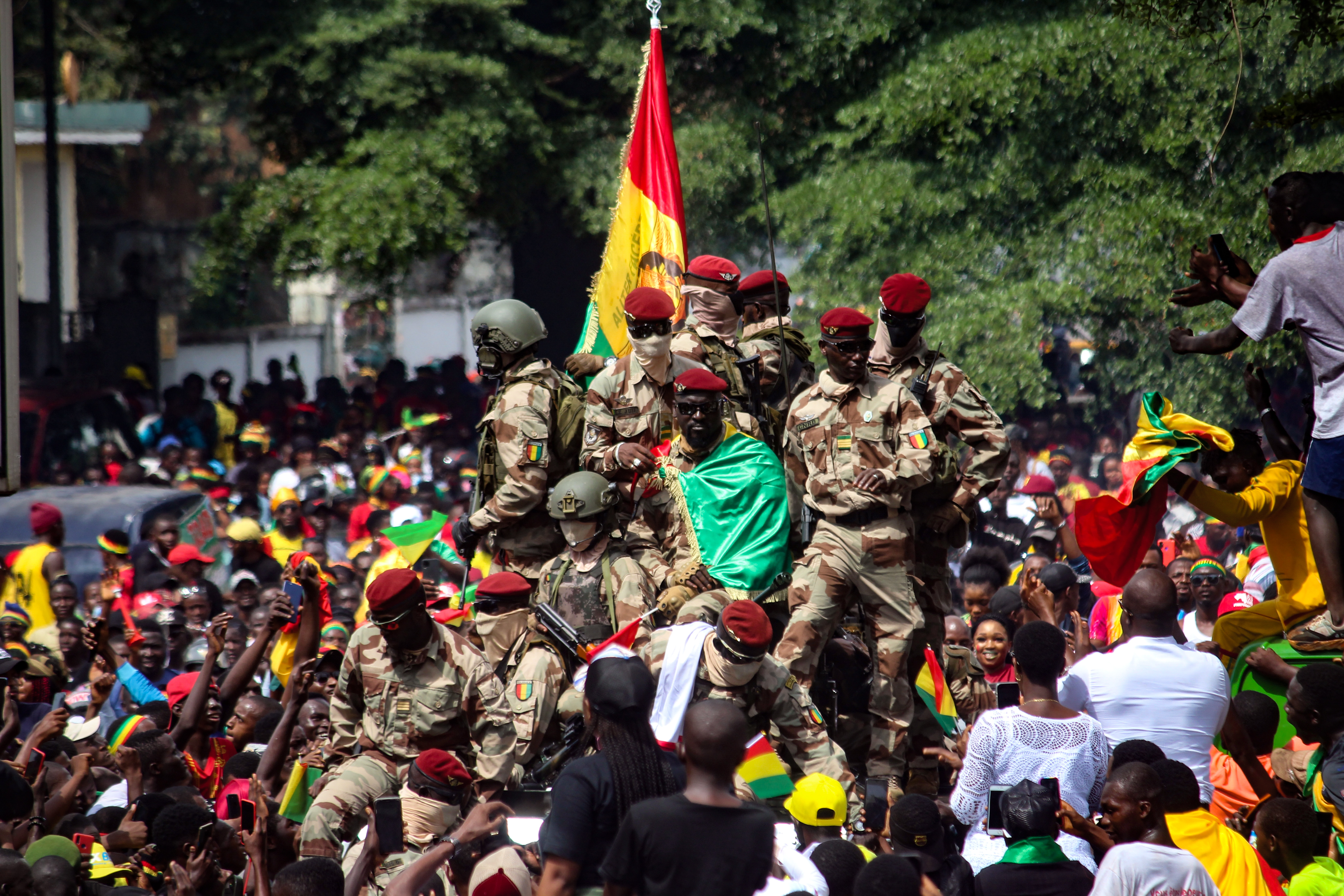
Mamadi Doumbouya 2 octobre 2021 sur l'autoroute Le Prince
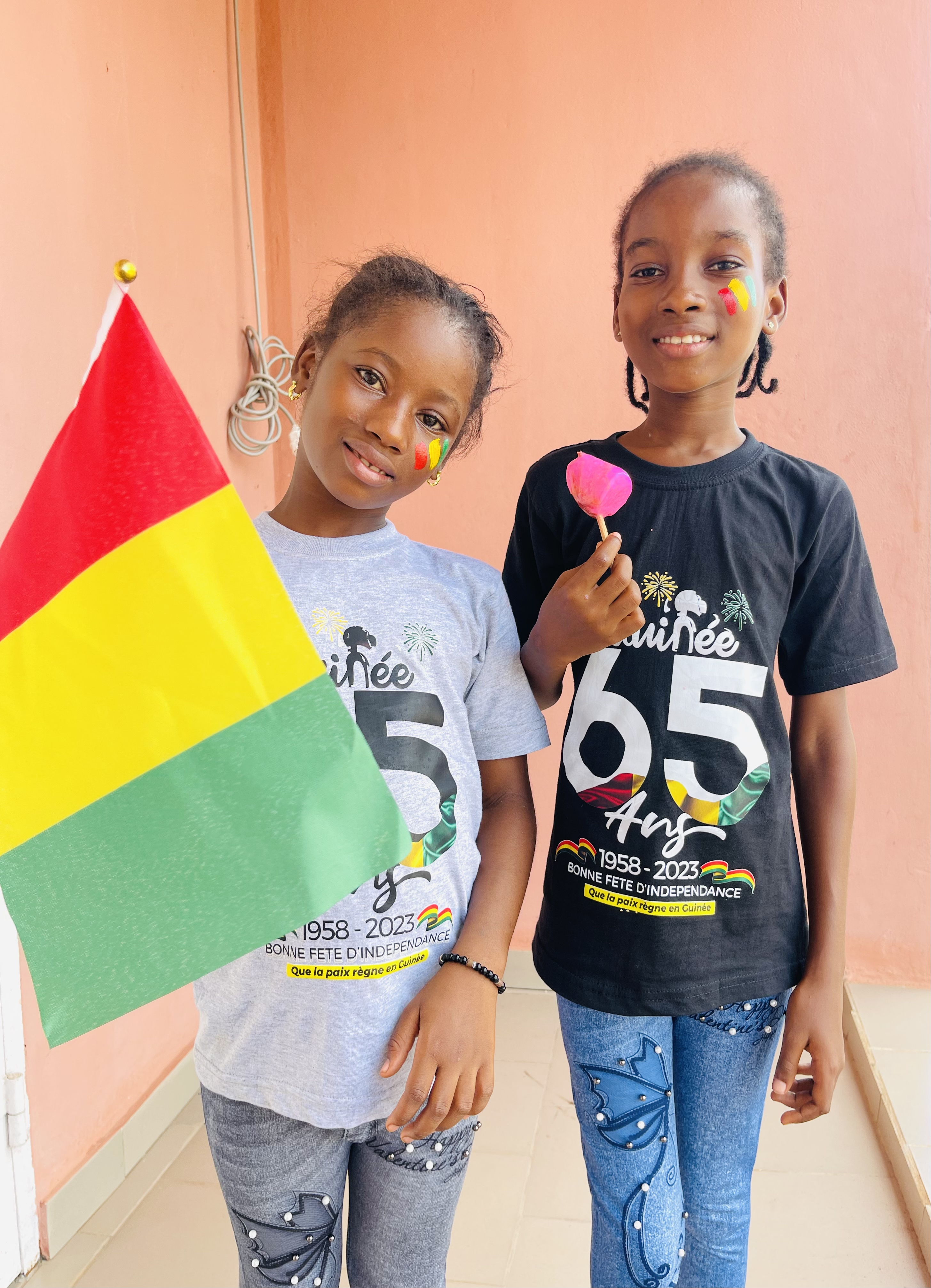
Des jeunes filles célébrant la fête nationale Guinéenne. 2023